# Бохум
Бо́хум (нем. Bochum, н.-нем. Baukem, по одной из версий от старонем. Büchum — книги) — город в Германии, один из четырёх центров Рурского региона в земле Северный Рейн-Вестфалия.
Центр региона Средний Рур совместно с городами Хаттинген, Херне и Виттен. Население города — 375,2 тыс. жителей (2010). Население Среднего Рура — 750 000.
Город известен Рурским университетом и действующим в нём Институтом русской культуры имени Ю. М. Лотмана, Немецким музеем горного дела и мюзиклом «Звёздный Экспресс».

## Административное устройство
Территория Бохума разделена на шесть административных округов. Руководство округом осуществляет председатель, являющийся окружным бургомистром. Каждый округ разделён на несколько «статистических» районов. Большинство из них до включения в состав города, являлись независимыми общинами. Статистические районы обозначены двузначными цифрами, но, одновременно, имеют и свои традиционные «общинные» названия.
| Округа                    | Статистические районы |
| ------------------------- | --- |
| Центр (Mitte)             | 10 Грумме (Grumme), 11 Гляйсдрайэк (Gleisdreieck), 13 Альтенбохум (Altenbochum), 14 Зюдинненштадт (Südinnenstadt), 15 Круппверке (Kruppwerke), 16 Хамме (Hamme), 17 Хордель (Hordel), 18 Хофстеде (Hofstede), 19 Римке (Riemke) |
| Ваттеншайд (Wattenscheid) | 24 Гюннигфельд (Günnigfeld), 25 Ваттеншайд-Митте (Wattenscheid-Mitte), 26 Ляйте (Leithe), 27 Вестенфельд (Westenfeld), 28 Хёнтроп (Höntrop), 29 Эппендорф (Eppendorf)                                                           |
| Норд (Nord)               | 36 Берген/Хильтроп (Bergen/Hiltrop), 37 Герте (Gerthe), 38 Харпен/Розенберг (Harpen/Rosenberg), 39 Корнхарпен/Фоеде-Абцвайг (Kornharpen/Voede-Abzweig)                                                                          |
| Ост (Ost)                 | 46 Лаер (Laer), 47 Верне (Werne), 48 Лангендрер (Langendreer), 49 Лангендрер-Альтер Банхоф (Langendreer-Alter Bahnhof) |
| Зюд (Süd)                 | 53 Вимельхаузен/Бреншеде (Wiemelhausen/Brenschede), 54 Штипель (Stiepel), 55 Кверенбург (Querenburg) |
| Зюдвест (Südwest)         | 63 Вайтмар-Митте (Weitmar-Mitte), 64 Вайтмар-Марк (Weitmar-Mark), 65 Линден (Linden), 66 Дальхаузен (Dahlhausen) |

## История
- 890 — первое упоминание,
- 1321 — Бохум получил свои городские права,
- практически полностью разрушен во время второй мировой войны,

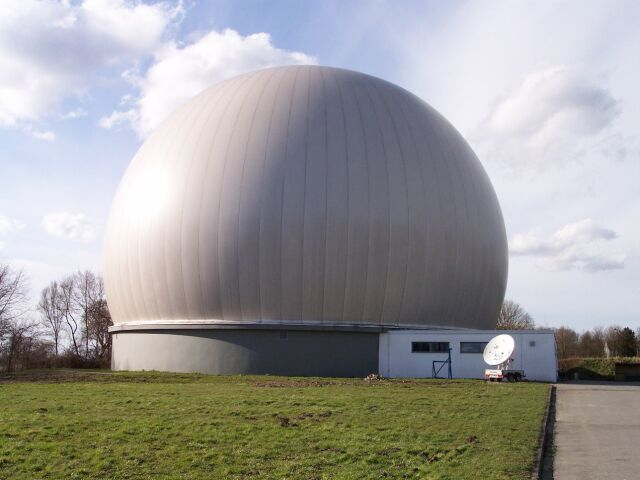
Бохумская обсерватория

- 1946 — профессор Хайнц Камински основал Бохумскую радиообсерваторию[англ.]
- 1965 — открытие «Рурского Университета»,
- 1979 — открытие первой очереди метро и футбольного стадиона,
- 1993 — города Бохум, Хаттинген, Херне и Виттен объединены в регион Средний Рур.

Археологические находки свидетельствуют об оседлом поселении на территории нынешнего городского района Бохума в период позднего неолита в районе Эльбаха.
В созданном около 900 г. полиптике аббатства Верден упоминается более тридцати фермерских общин (вилл) в Борахтрон-Гау. Многие из сегодняшних районов Бохума можно найти в этом списке. Среди этих фермерских сообществ также есть Альтенбохум, затем Алданбохем. Можно предположить, что там, где есть старый Бохум, существует и новый Бохум, поэтому город указан косвенно. Однако предполагается, что Карл Великий построил дворец ещё в 800 году на пересечении двух торговых путей к югу от сегодняшней проректорской церкви. В 1041 году это место упоминается в документе архиепископов Кёльна под названием «Кофбюокхайм». В 1321 г. граф Марка Энгельберт II подтвердил в документе существующие полномочия солтыса, что часто считается предоставлением городских прав. Семья фон Берсвордтов, которая существовала в нескольких линиях с 1400 года и существует по сей день, базируется в Вейтмаре вместе с ветвью Берсвордт-Вальрабе.

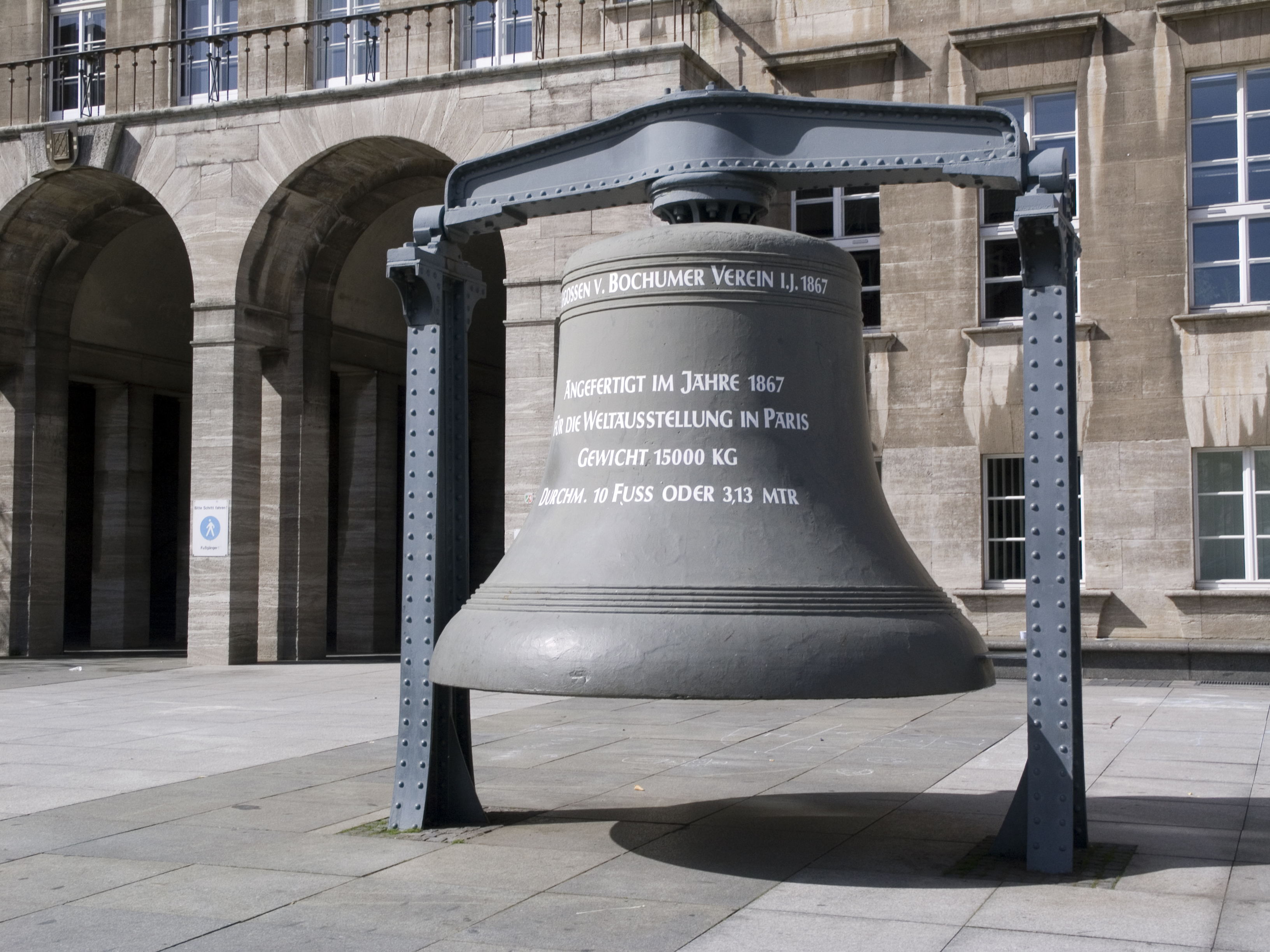
Бохумский колокол у здания ратуши

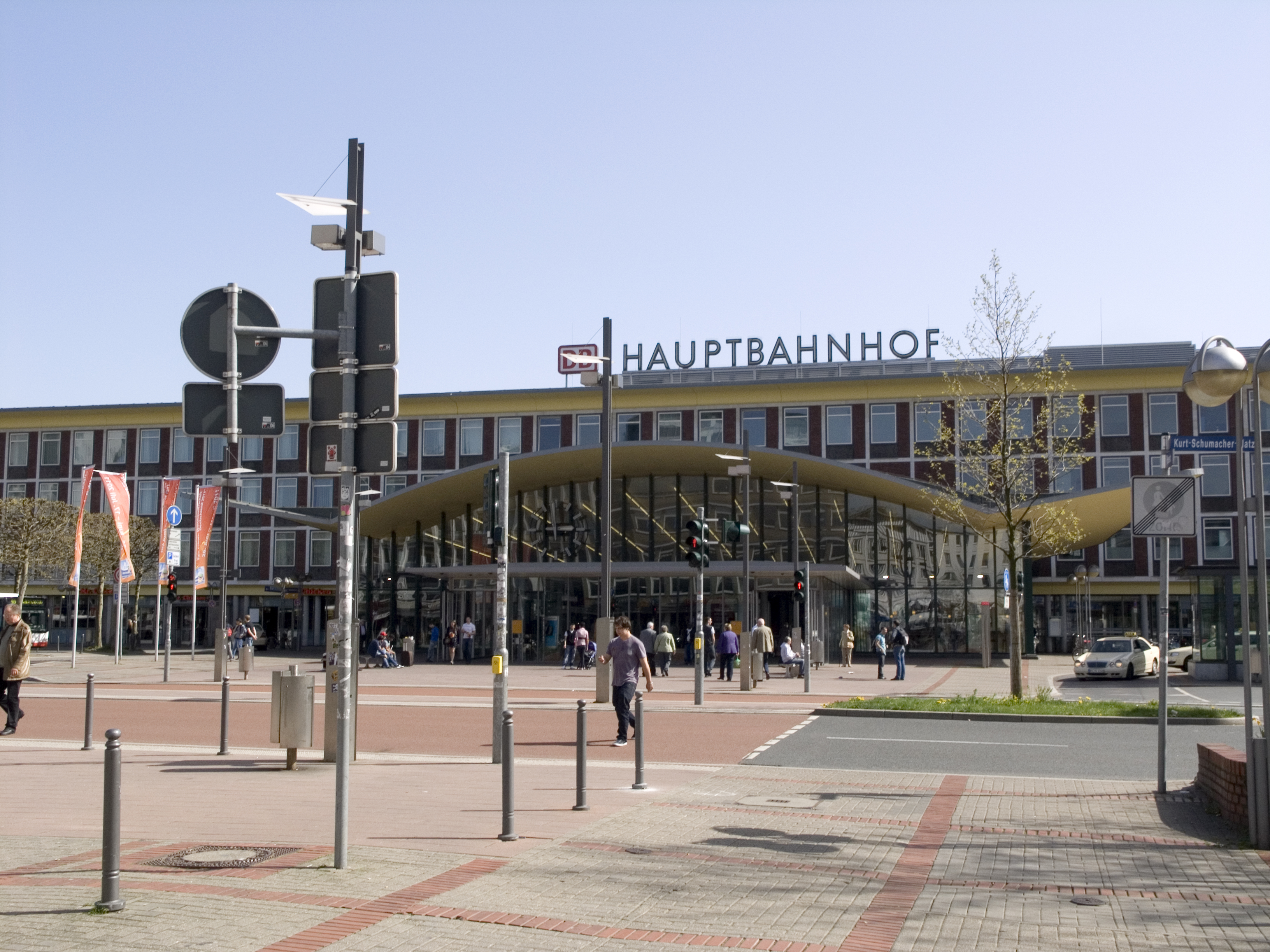
Бохумский вокзал

Свидетельства добычи каменного угля в Рурской долине были ещё в 13 веке, так что это можно предположить и для района Бохума. Каменный уголь в районе Бохума упоминается в церковных бухгалтерских книгах только в 1537 г. Позже добыча полезных ископаемых велась лишь в небольших масштабах; до XIX в. Бохум оставался всего лишь сельскохозяйственным городом с несколькими региональными властями, к которым на несколько лет в 1738 г. присоединилось горнодобывающее управление. Кроме того, Бохум был внутренним ганзейским городом, но лишь как один из многочисленных вестфальских «городов», не имеющих права голоса.
Город принадлежал графству Марк до 1806 г., затем до 1813 года — Великого герцогства Берг (Рурский департамент), а затем временно прусскому гражданскому правительству между Везером и Рейном. В 1815 г. по итогам Венского конгресса город отошел к Пруссии и был отнесен к провинции Вестфалия. В 1817 г. город Бохум стал столицей округа Бохум, от которого он отделился в 1876 г. и стал внерайонным городом. Район Бохум просуществовал до 1929 года, а затем был распущен.
| Год  | Население |
| ---- | --------- |
| 1995 | 401 129   |
| 2000 | 392 830   |
| 2005 | 388 179   |
| 2010 | 376 319   |

## География

### Географическое положение
Город расположен на невысоких холмах Бохумского сухопутного хребта (Bochumer Landrücken), части Рурхоэн (Рурской возвышенности) между реками Рур и Эмшер на границе южного и северного Рурского угольного региона. Самая высокая точка города находится на Кемнадер-штрассе (Kemnader Straße) в Штипеле на высоте 196 метров над уровнем моря; самая низкая точка — 43 метра в Blumenkamp в Hordel.
Геологические пласты можно посетить в бывшем карьере Клостербуш и в Геологических садах.

### Водоемы
Городская территория делится на водосборный бассейн реки Рур на юге и водосборный бассейн Эмшер на севере. Притоками Рура являются Oelbach (где также создана станция очистки сточных вод, Gerther Mühlenbach, Harpener Bach, Langendreer Bach, Lottenbach, Hörsterholzer Bach и Knöselbach.
Притоками Эмшера являются Хюллер Бах с Дорнебургером Мюленбахом, Хофстедером Бахом, Марбахом, Ахбахом, Кабейсманнсбахом и Гольдхаммером Бахом. Промышленное развитие в регионе с XIX века привело к своеобразному разделению труда между двумя речными водосборами, перекачивая питьевую воду из Рура в муниципальную систему снабжения и сбрасывая сточные воды в основном в систему Эмшер.
10 % сточных вод в водосборном бассейне Эмшер сбрасывается через Хюллер-Бах.

## Церкви и монастыри
- Церковь Святых Апостолов Петра и Павла
- Церковь Христа
- Цистерцианский монастырь
- Церковь святого Георгия в Бохуме (РПЦЗ МП)[16]

## Достопримечательности
- Бохумский колокол
- Геологический парк
- Башня Бисмарка

## Экономика
- Moritz Fiege — пивоваренное предприятие

## Транспорт
- Бохумский скоростной трамвай

## Города-побратимы
- Шеффилд, Англия, Великобритания (с 1950 г.)
- Овьедо, Испания (с 1980 г.)
- Донецк, Украина (c 1987 г.) — не действует с момента вторжения России в Украину в 2022 году
- Нордхаузен, Германия (c 1990 г.)
- Сюйчжоу, Китай (c 1994 г.) — экономическое сотрудничество